# Christian Klien
Christian Klien (Hohenems, 1983. február 7. –) osztrák autóversenyző.

## Pályafutás

### A Formula–1 előtt
Klien gyermekkorában azután határozta el, hogy Formula–1-es versenyző lesz, hogy egy versenyen találkozott a brazil háromszoros világbajnokkal, Ayrton Sennával. 1996 és 1998 között számos gokartversenyt megnyert Svájcban és Ausztriában. Első szezonjában rögtön svájci bajnok lett.
1999-ben kezdett el autókkal versenyezni az ADAC Forma-BMW junior sorozatában. Megnyert négy futamot és összetettben a negyedik helyen végzett. 2000-ben a Forma-BMW-ben fő sorozatában szerepelt a Rosberg csapat színeiben. Összetettben tizedik lett, az újoncok között a harmadik helyet érte el. 2001-ben ugyanebben a bajnokságban öt versenyt nyert és a harmadik helyen végzett.
2001/2002 telén az olasz Forma-Renault téli sorozatában szerepelt a JD Motorsport színeiben, amelyet meg is nyert és ez megnyitotta számára az utat a német Forma-Renault-ba. 2002-ben Klien négy futamgyőzelemmel megnyerte a német bajnokságot és az ötödik helyen végzett az Európa-bajnokságban.
2003-ban az osztrák versenyző feljebb lépett a Forma-3-as Euro-szériába, amelyben a Mücke Motorsport színeiben versenyzett. Négy versenyt nyert meg és összetettben második lett a Toyota 2004-es tesztpilótája, az ausztrál Ryan Briscoe mögött. Ugyanebben a szezonban Klien megnyerte a Zandvoort-i Marlboro Masters versenyt is.

### A Formula–1-ben
Az osztrák Red Bull cég pénzügyi támogatásának köszönhetően Klient 2004-ben leszerződtette a Jaguar Formula–1-es csapata. Csapattársa az ausztrál Mark Webber volt, aki felülmúlta az ifjú osztrákot, mégis Klien elmondhatja magáról, hogy ő volt Webber első csapattársa, aki időmérő edzésen maga mögé tudta utasítani az ausztrált. Klien első pontjait a belga nagydíjon, egy hatodik hellyel szerezte meg – és az ezért kapott 3 pont egyben összes pontját is jelentette 2004-ben. Ezzel összetettben a 16. helyen végzett a pontversenyben, míg Webber 7 ponttal 13. volt. 

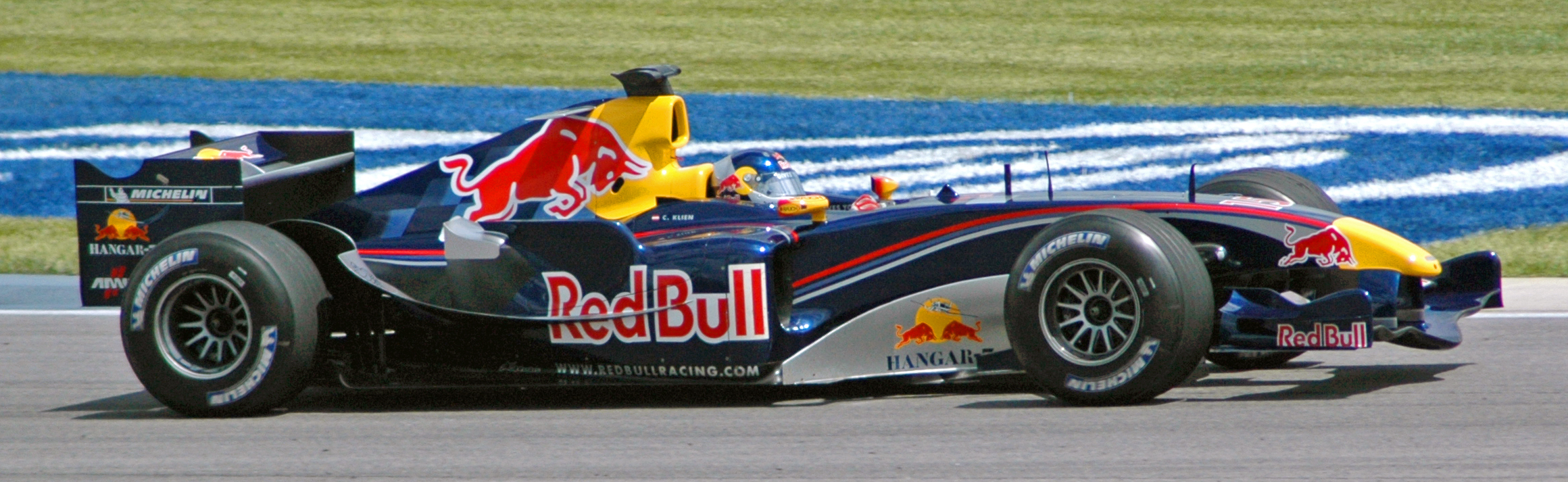
A 2005-ös amerikai nagydíj egyik szabadedzésén

A 2005-ös évben a Jaguar kivonult a Formula–1-ből, helyét a Red Bull Racing vette át. A csapat első számú versenyzőjeként David Coulthardot szerződtette le, a második ülésért pedig Klien és a szintén Red Bull által támogatott olasz versenyző, Vitantonio Liuzzi között folyt a harc. Végül a csapat vezetői úgy döntöttek, hogy a két pilóta egymást fogja váltani a szezon során.
Klien kezdett az első három futamon – és remek teljesítménnyel adta fel a leckét Liuzzinak: Ausztráliában a hetedik hellyel 2, Malajziában a nyolcadikkal 1 pontot szerzett. Bahreinben ugyan kiesett, ez mégis jó produkciónak számított, olyannyira, hogy Liuzzinak ezt nem sikerült felülmúlnia a következő négy versenyen, amikor ő kapott lehetőséget (egy pontot szerzett San Marinóban).
Klien Kanadában jutott ismét lehetőséghez, ahol megint szerzett egy pontot. Az eredeti terv az volt, hogy pár futam után újra váltja őt Liuzzi, ám a csapat annyira elégedett volt az osztrák teljesítményével, hogy innentől kezdve a szezon végéig ő maradt a második Red Bullban. További két alkalommal szerzett pontot: Törökországban a nyolcadik, a szezonzáró kínai nagydíjon pedig ötödik lett. Összesen kilenc pontja a világbajnokság 15. helyéhez volt jó. Csapattársa, Coulthard 24 ponttal 12. lett.
A szezon végén a Red Bull csapat megerősítette Klient törzsversenyzői pozíciójában Coulthard mellett a 2006-os szezonra is, míg Liuzzi a Red Bull által alapított másik csapatnál, a Toro Rossónál kapott helyet.

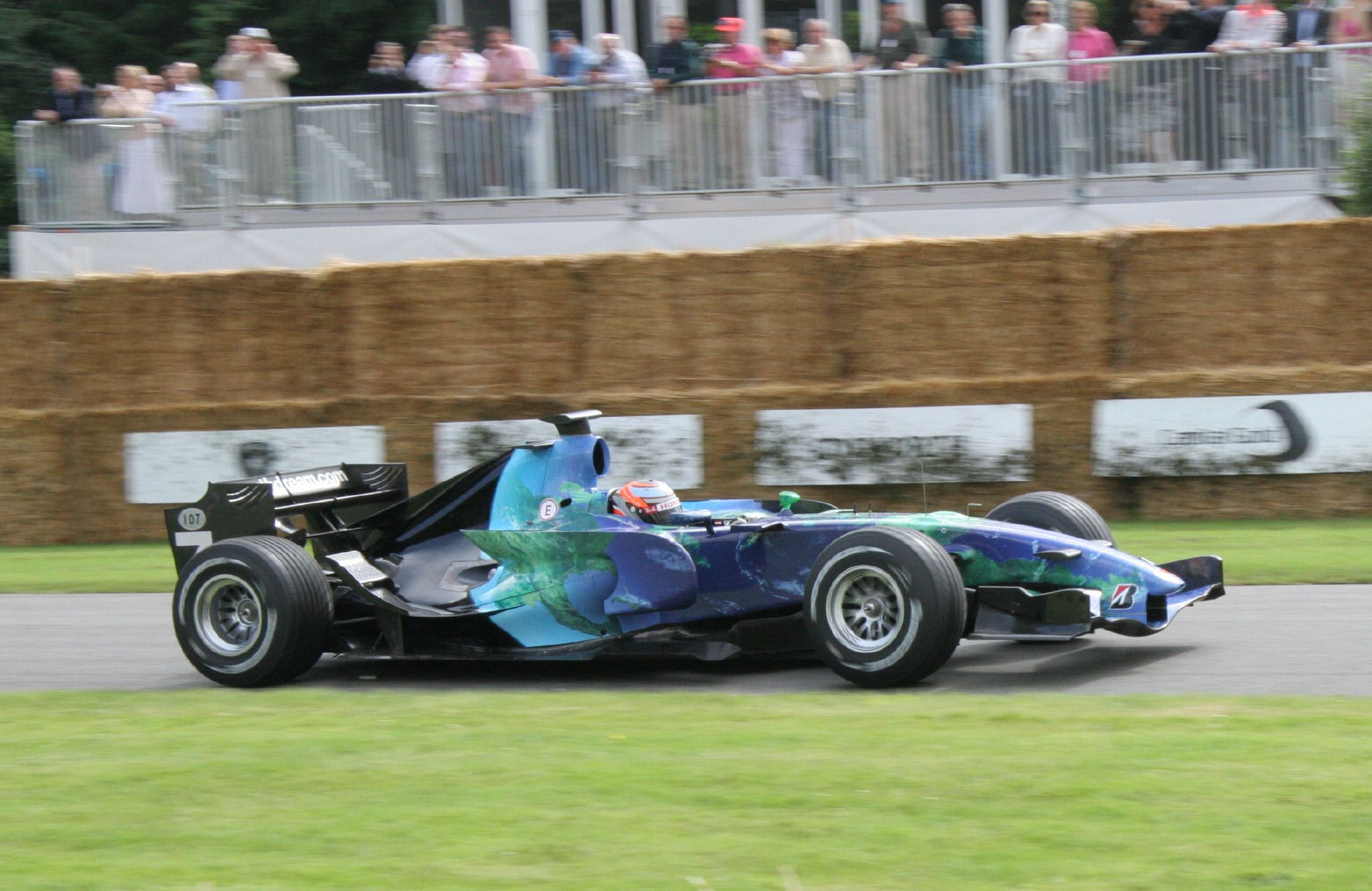
2007-ben a Honda tesztpilótájaként

A 2006-os év közben a csapat vezetősége és a versenyző között konfliktusok voltak, az évad utolsó három versenyén helyét Robert Doornbos vette át. Sokáig úgy tűnt a 2007-es évre egy másik versenysorozatba szerződik, végül a Honda teszt és tartalékpilótai ajánlatát fogadta el. A 2007-es francia nagydíjon a betegeskedő Buttont helyettesítette is a pénteki szabadedzéseken. Albers Spyker csapattól történt elbocsátása után komoly esélyes volt a visszatérésre, tesztelte is a sereghajtó kiscsapat autóit, végül mégsem sikerült megszereznie a helyet.
2007 végén BMW-Saubertől mindkét tesztpilóta, vagyis Sebastian Vettel a Toro Rossóhoz, míg Timo Glock a Toyotához igazolt versenyzőnek, így logikusan a csapat a tapasztalt Klient szerződtette le tesztpilótának 2008-ra.
2010-ben a Hispania tesztpilótája lett. Év vége felé a szingapúri nagydíjon lehetőséget kapott a betegeskedő Jamamoto Szakon helyén. Majd az évadzáró két versenyen a brazil és az abu-dzabi nagydíjon is Jamamoto Szakon autójában versenyezhetett.

## Magánélete
Christian Klien nőtlen. Az osztrák versenyző Svájcban él. Menedzselését édesapja, Johannes Klien látja el.

## Teljes Formula–3 Euroseries eredménysorozata
(Táblázat értelmezése)

(Félkövér: pole-pozícióból indult; dőlt: leggyorsabb kört futott) 

| Év   | Csapat                  | 1       | 2       | 3       | 4        | 5        | 6       | 7        | 8        | 9       | 10      | 11       | 12      | 13      | 14      | 15    | 16    | 17       | 18      | 19       | 20      | Helyezés | Pont |
| ---- | ----------------------- | ------- | ------- | ------- | -------- | -------- | ------- | -------- | -------- | ------- | ------- | -------- | ------- | ------- | ------- | ----- | ----- | -------- | ------- | -------- | ------- | -------- | ---- |
| 2003 | ADAC Berlin-Brandenburg | HOC 1 4 | HOC 2 6 | ADR 1 3 | ADR 2 21 | PAU 1 Ki | PAU 2 7 | NOR 1 Ki | NOR 2 10 | LMS 1 2 | LMS 2 1 | NÜR 1 Ki | NÜR 2 1 | A1R 1 5 | A1R 2 5 | ZAN 1 | ZAN 2 | HOC 3 23 | HOC 4 3 | MAG 1 Ki | MAG 2 3 | 2.       | 89   |

## Teljes Formula–1-es eredménysorozata
(Táblázat értelmezése)

(Félkövér: pole-pozícióból indult; dőlt: leggyorsabb kört futott) 

| Év   | Csapat   | 1      | 2      | 3      | 4      | 5      | 6      | 7      | 8      | 9      | 10     | 11     | 12     | 13     | 14     | 15     | 16     | 17     | 18     | 19     | Helyezés | Pont |
| ---- | -------- | ------ | ------ | ------ | ------ | ------ | ------ | ------ | ------ | ------ | ------ | ------ | ------ | ------ | ------ | ------ | ------ | ------ | ------ | ------ | -------- | ---- |
| 2004 | Jaguar   | AUS 11 | MAL 10 | BHR 14 | SMR 14 | ESP Ki | MON Ki | EUR 12 | CAN 9  | USA Ki | FRA 11 | GBR 14 | GER 10 | HUN 13 | BEL 6  | ITA 13 | CHN Ki | JPN 12 | BRA 14 |        | 16.      | 3    |
| 2005 | Red Bull | AUS 7  | MAL 8  | BHR Ni | SMR Tp | ESP Tp | MON Tp | EUR Tp | CAN 8  | USA Ni | FRA Ki | GBR 15 | GER 9  | HUN Ki | TUR 8  | ITA 13 | BEL 9  | BRA 9  | JPN 9  | CHN 5  | 15.      | 9    |
| 2006 | Red Bull | BHR 8  | MAL Ki | AUS Ki | SMR Ki | EUR Ki | ESP 13 | MON Ki | GBR 14 | CAN 11 | USA Ki | FRA 12 | GER 8  | HUN Ki | TUR 11 | ITA 11 | CHN    | JPN    | BRA    |        | 18.      | 2    |
| 2007 | Honda    | AUS    | MAL    | BHR    | ESP    | MON    | CAN    | USA    | FRA    | GBR Tp | EUR    | HUN    | TUR    | ITA    | BEL    | JPN    | CHN    | BRA    |        |        | –        | –    |
| 2010 | HRT      | BHR    | AUS    | MAL    | CHN    | ESP Tp | MON    | TUR    | CAN    | EUR Tp | GBR    | GER    | HUN    | BEL    | ITA    | SIN Ki | JPN    | KOR    | BRA 22 | UAE 20 | 27.      | 0    |